# کوپا مرکونورته
کوپا مرکونورته یک رقابت بین‌المللی فوتبال بود که توسط کونمبول از سال ۱۹۹۸ تا ۲۰۰۱ با شرکت باشگاه‌هایی از بولیوی، کلمبیا، اکوادور، پرو و ونزوئلا برگزار می‌شد و از سال ۲۰۰۰ باشگاه‌هایی از کنفدراسیون کونکاکاف از جمله کاستاریکا، مکزیک و ایالات متحده آمریکا نیز به این مسابقات دعوت شدند. این رقابت همزمان با کوپا مرکوسور تاسیس شد.
در این تورنمنت، تیم‌ها توسط بازی‌های انتخابی به این مسابقات راه پیدا نمی‌کردند. با توجه به این که هدف این مسابقات، کسب سود از طریق قراردادهای تلویزیونی بود، از درآمدزاترین باشگاه‌های هر کشور برای حضور در این مسابقات دعوت می‌شد.
این مسابقات به همراه کوپا مرکوسور پس از پایان سال ۲۰۰۱ متوقف شد. ابتدا قرار بود مسابقات جدیدی به نام کوپا پان‌آمریکانا با حضور تیم‌هایی از کونمبول و کونکاکاف جایگزین این دو رقابت شود، اما این اتفاق هرگز نیفتاد. در عوض، تورنمنت جدیدی به نام جام سودامریکانا با حضور باشگاه‌های کونمبول در سال ۲۰۰۲ تأسیس شد.

## عملکرد

### بر پایه تیم
| تیم              | قهرمان | نایب‌قهرمان | سالهای قهرمانی | سالهای نایب‌قهرمانی |
| ---------------- | ------ | ---------- | -------------- | ------------------ |
| اتلتیکو ناسیونال | ۲      | ۰          | ۱۹۹۸، ۲۰۰۰     | —                  |
| میلوناریوس       | ۱      | ۱          | ۲۰۰۱           | ۲۰۰۰               |
| آمریکا ده کالی   | ۱      | ۰          | ۱۹۹۹           | —                  |
| دپورتیوو کالی    | ۰      | ۱          | —              | ۱۹۹۸               |
| املک             | ۰      | ۱          | —              | ۲۰۰۱               |
| سانتا فه         | ۰      | ۱          | —              | ۱۹۹۹               |

### بر پایه کشور
| کشور    | قهرمانی | نایب‌قهرمانی |
| ------- | ------- | ----------- |
| کلمبیا  | ۴       | ۳           |
| اکوادور | ۰       | ۱           |